# Prezydenci Tanzanii
| Osoba                                       | Osoba                                       | Osoba                                       | Kadencja                                    | Kadencja                                    | Partia polityczna                           |
| #                                           | Portret                                     | Imię i nazwisko                             | Od                                          | Do                                          | Partia polityczna                           |
| Zjednoczona Republika Tanganiki i Zanzibaru | Zjednoczona Republika Tanganiki i Zanzibaru | Zjednoczona Republika Tanganiki i Zanzibaru | Zjednoczona Republika Tanganiki i Zanzibaru | Zjednoczona Republika Tanganiki i Zanzibaru | Zjednoczona Republika Tanganiki i Zanzibaru |
| ------------------------------------------- | ------------------------------------------- | ------------------------------------------- | ------------------------------------------- | ------------------------------------------- | ------------------------------------------- |
| 1                                           |                                             | Julius Nyerere (1922–1999)                  | 26 kwietnia 1964                            | 29 października 1964                        | TANU                                        |
| Zjednoczona Republika Tanzanii              |                                             |                                             |                                             |                                             |                                             |
| 1                                           |                                             | Julius Nyerere (1922–1999)                  | 29 października 1964                        | 5 lutego 1977                               | TANU                                        |
| (1)                                         | 5 lutego 1977                               | Julius Nyerere (1922–1999)                  | 5 listopada 1985                            | CCM                                         |                                             |
| 2                                           |                                             | Ali Hassan Mwinyi (1925–2024)               | 5 listopada 1985                            | 23 listopada 1995                           | CCM                                         |
| 3                                           |                                             | Benjamin Mkapa (1938–2020)                  | 23 listopada 1995                           | 21 grudnia 2005                             | CCM                                         |
| 4                                           |                                             | Jakaya Kikwete (1950–)                      | 21 grudnia 2005                             | 5 listopada 2015                            | CCM                                         |
| 5                                           |                                             | John Magufuli (1959–2021)                   | 5 listopada 2015                            | 17 marca 2021                               | CCM                                         |
| 6                                           |                                             | Samia Suluhu (1960–)                        | 17 marca 2021                               | nadal urzęduje                              | CCM                                         |